# На полі крові. Aceldama
«На полі крові. Aceldama» — український художній кінофільм 2001 року режисера Ярослава Лупія. Фільм створено за мотивами біблейних творів Лесі Українки: «На полі крові», «Йоганна, жінка Хусова», «Одержима». Наскрізною думкою фільму є дослідження двох крайніх проявів смертного гріха — гордині, гріха Юди — зради Ісуса та гріха Йоганни Міріам — одержимості духом. Вони, незважаючи на явну їх протилежність, приводять обох героїв до трагічної загибелі.

## Склад

### Актори
- Олег Цьона — Месія
- Володимир Задніпровський — Юда
- Святослав Максимчук — Прочанин
- Ірина Мельник — Йоганна, Міріам
- Анатолій Дяченко — Хуса
- Сергій Романюк — Публій
- Наталія Каплун — Марція
- Юрій Суржа — Понтій Пілат
- Альбіна Сотникова — Сабіна
- Ірина Раева — Мелхола
- Ірина Шумейко — Марія-Магдалина
- В епізодах: Е. Атоян, Т. Бігун, Ю. Вотяков, Ф. Богомолов, А. Головацький, С. Гунейм, Т. Демченко, О. Жихарєв, С. Калутін, Я. Кучеревський, В. Коваль та інші
- Головних героїв озвучували: Віталій Дорошенко та Анатолій Пашнін.

### Знімальна група
- Сценаристи: Ярослав Лупій, Наталія Моргунова
- Режисер-постановник: Ярослав Лупій
- Оператор-постановник: Сергій Колбінєв
- Художник-постановник: Іван Пуленко
- Художник по костюмах: Тамара Демченко
- Грим: Павло Орленко, Оксана Єрмоленко
- Звукооператор: Анатолій Подлєсний (у титрах — Підлісний)
- Монтажер: Олена Івасів
- Режисер: Л. Козлова
- Оператор: О. Чубаров
- Комбіновані зйомки:
  - оператор — Всеволод Шлемов
  - художник — Геннадій Лотиш
- Декоратор: Людмила Ромашко
- Консультант: Дмитро Предеїн
- Редактор: Тамара Хміадашвілі
- Директор фільму: Феодосія Вишнякова

### Музика та виконавці
- Композитор: Іван Карабиць
- Оркестр: О. Козов'якін, Ю. Гусаров, О. Євдощук, Я. Єрмаш, Д. Прісікар
- У фільмі звучать мелодії академії духовної музики м. Одеси
- Ансамбль солістів Національного симфонічного оркестру України
- Танець: Ю. Богатенко, Л. Латіф, І. Мозес